# 兰塞克
兰塞克（法語：Lainsecq，法語發音：[lɛ̃sɛk] ⓘ）是法国勃艮第-弗朗什-孔泰大区约讷省的一个市镇，属于欧塞尔区。

## 地理
兰塞克（47°33'18"N, 3°16'24"E）面积25 平方千米，位于法国勃艮第-弗朗什-孔泰大區约讷省，该省份为法国中北部内陆省份，西接卢瓦雷省，西北接塞纳-马恩省，南至涅夫勒省，东临科多尔省，东北与奥布省接壤。
与兰塞克接壤的市镇（或旧市镇、城区）包括：蒂里、埃泰拉索万、桑皮、皮赛地区苏热尔、特雷尼-佩勒斯-圣科隆布。
兰塞克的时区为UTC+01:00、UTC+02:00（夏令时）。

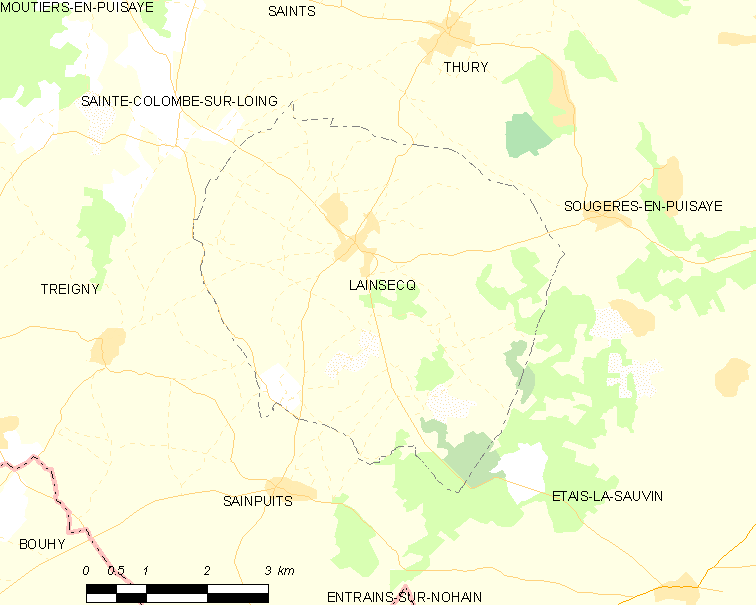
兰塞克的OSM定位图

## 行政
兰塞克的邮政编码为89520，INSEE市镇编码为89216。

## 政治
兰塞克所属的省级选区为万塞勒县。

## 人口

1962-2008年间兰塞克人口变化图示

兰塞克于2022年1月1日时的人口数量为324人。